# Stoke-on-Trent
Pour les articles homonymes, voir Stoke.
 (mai 2018).
Si vous disposez d'ouvrages ou d'articles de référence ou si vous connaissez des sites web de qualité traitant du thème abordé ici, merci de compléter l'article en donnant les références utiles à sa vérifiabilité et en les liant à la section « Notes et références ».
Stoke-on-Trent (prononcé : [stəʊk ɒn tɹɛnt]) est une ville britannique située jadis dans le Staffordshire mais qui constitue une autorité unitaire depuis 1997. Elle a le statut de Cité. Sa population est estimée à 258 400 habitants en 2021 (agglomération : 362 000 habitants). La ville se découpe en plusieurs quartiers : le centre-ville étant Hanley (réputé pour son centre commercial : le Pottery Centre); Fenton ; Longton ; Burslem ; Tunstall ; Stoke-upon-Trent. On y trouve le principal campus de l'Université du Staffordshire, qui regroupe environ 14 000 étudiants.

## Économie
La ville est très connue pour sa longue tradition de production de poteries, céramique et porcelaine. Les poteries ont existé à Stoke bien avant l'époque du potier le plus célèbre d'Angleterre, Josiah Wedgwood. Il existe aujourd'hui des entreprises renommées comme Wedgwood. La ville abrite une usine de fabrication de pneumatiques du groupe français Michelin.
Stoke-on-Trent est également un bassin historique de l'industrie lourde britannique. L'extraction houillère ainsi que celle du minerai de fer ont permis l'apparition d'une sidérurgie puissante, dont la Shelton Bar, entreprise prospère à la fin du XIXe siècle mais qui a disparu au début du XXIe siècle.

## Musées
- Gladstone Pottery Museum (en).
- Museum and Art Gallery.

## Jumelage
- Erlangen (Allemagne)

## Sports
La ville héberge les clubs de football de Stoke City Football Club et de Port Vale FC.

## Personnalités liées à la commune

### Personnalités nées à Stoke-on-Trent
- 27 janvier 1850 : Edward Smith, commandant du Titanic († 1912 - à bord du Titanic) ;
- 17 avril 1873 : Léon-Victor Solon, céramiste, designer, directeur artistique de Mintons  († 1957) ;
- 30 septembre 1911 :    Arnold Machin, sculpteur et dessinateur  († 1999) ;
- 1er février 1915 : Sir Stanley Matthews, footballeur († 2000) ;
- 24 décembre 1945 : Ian Fraiser Kilmister dit Lemmy Kilmister, bassiste et chanteur de Motörhead  († 2015) ;
- 19 novembre 1947 : Denis Smith, footballeur et entraîneur ;
- 1951 : Jo Clifford, dramaturge, comédienne et traductrice[1] ;
- 10 mars 1958 : Garth Crooks, footballeur ;
- 13 août 1960 : Phil Taylor, joueur de fléchettes ;
- 19 juillet 1962 : Paul Bracewell, footballeur ;
- 23 juillet 1965 : Saul Hudson surnommé Slash, guitariste de Guns N' Roses, né à Londres, y a passé son enfance ;
- 6 juin 1966 : Murdoc Niccals, bassiste fictif de Gorillaz ;
- 13 février 1974 : Robbie Williams, chanteur ;
- 19 juin 1975 : Hugh Dancy, acteur.

### Autres personnalités liées à la commune
- Lady Cynthia Mosley a été députée de la commune de 1929 à sa démission du parti travailliste en 1931.
- Enid Seeney, designeuse céramiste a étudié à la Burslem School of Art (en)